# 张志勇 (1918年)
张志勇（1918年—2014年9月12日），男，山东威海人，中华人民共和国军事人物，中国人民解放军大校，曾任厦门市革命委员会主任，江西省军区政治委员，福建省军区政治委员。